# Museo de Escultura Enrique Salaverría
Das Museo de Escultura Enrique Salaverría ist ein Kunstmuseum in der salvadorianischen Hauptstadt San Salvador. Die Ausstellungshalle befindet sich im Parque Cuscatlán.
Das 1999 gegründete Museum präsentiert über 80 Werke in verschiedenen Materialien des salvadorianischen Bildhauers und Architekten Enrique Salaverría (1922–2012).
Unter den Exponaten im Freigelände des Museums ist auch eine besondere Arbeit von Enrique Salaverría, die aus Zedernholz geschnitzte Skulptur Movimiento y Mujer (Bewegung und Frauen) im Stil des Surrealismus. Die Skulptur hat eine Höhe von rund 3,5 Meter und einen Durchmesser von rund 1,20 Meter. Für seine Arbeit wurde Enrique Salaverría als erster Bildhauer in El Salvador 2007 mit dem Premio Nacional El Salvador ausgezeichnet.
Der Besuch des Museums ist kostenlos.